# 카이케 페헤이라 다 시우바 레이치
카이케 페헤이라 다 시우바 레이치(포르투갈어: Caique Ferreira da Silva Leite, 1992년 10월 23일 ~ )는 바우지비아로 불리는 브라질의 축구 선수이다. 현재 주벤투지 소속이다.

## 축구인 경력

### 클럽 경력
아그레미아상 스포르티바 아라피라쿠엔스의 유스 클럽을 거쳐 2012년 프로 무대에 데뷔하여 주전으로 활약하기 시작하였다.
2014년 성남 FC로 임대 이적하였다.

## 수상

### 클럽

#### 성남 FC
- FA컵 우승 1회 (2014년)